# Howard Lake
Howard Lake est une ville américaine située dans le Comté de Wright, dans le Minnesota. Selon le recensement de 2010, sa population est de 1 962 habitants.